# La Meca
La Meca (àrab: مكة المكرمة, Makka al-Mukarrama, ‘Meca la Venerada’) és una ciutat de l'oest de la península Aràbiga. Antigament es va anomenar Makoraba. En aquesta ciutat va néixer Mahoma i és la més important de totes les ciutats santes de l'islam, visitada cada any per nombrosos pelegrins.

## Història

### Abans de l'islam
La primera vegada en la història que es menciona la Meca, amb el nom de Makoraba, és al segle ii pel geògraf egipci Claudi Ptolemeu.
Abans que Mahoma prediqués l'islam ja era una ciutat santa per als pelegrins, amb diversos llocs d'importància religiosa, el més important dels quals és la Kaba.
La ciutat estava governada pels Djurhum i després pels Khuzaa tot i que amb privilegis per a altres families. Al segle v els quraix van substituir als Khuzaa mercès al prestigi de Kusayy, descendents de Quraix (Fihr). Fou l'origen dels clans Abd al-Dar, Abd Shams, Nawfal, Hashim, al-Muttalib, i Asad; altres clans estretament relacionats foren els Zuhra, els Makhzum, els Taym, els Sahms, els Djumah i els Adi. Altres clans quraix del grup establert als afores de la Meca foren els Muharib, Amir ibn Luayy i al-Harith ibn Fihr. Al segle vi la Meca va esdevenir un centre comercial important encara que feia segles que ja exercia el comerç; a la segona meitat del segle el comerç s'hauria desenvolupat extraordinàriament, se suposa que a causa de la guerra romano-sassànida. Les caravanes dels rics de la Meca anaven de Síria al Iemen i al revés.
La guerra de Fijar va suposar l'eliminació de Taïf com a centre rival, passant a ser una posició subordinada en el sistema comercial dels mequesos. La ciutat estava governada per la mala o senat, assemblea de caps i membres principals dels clans, però sense poder executiu, atès que per exemple només podia imposar penes el cap de cada clan als seus membres. Només figures excepcionals podien adquirir una certa hegemonia com fou el cas d'Abu-Sufyan el 624. La mala tenia doncs objecte principalment d'arranjar diferències entre clans i adoptar posicions comunes en afers diversos. En la guerra entre l'Imperi Romà d'Orient i Pèrsia, la Meca va declarar la neutralitat fins i tot després de l'ocupació del Iemen pels perses (vers 570 o 575). Cada família principal tenia uns serveis determinats: la sikaya (abastir d'aigua als pelegrins), la rifada (aprovisionament de menjar), la liwa (porta estendard en temps de guerra), el mai (confecció del calendari), etc.
Uns anys després de la guerra, un membre del clan Asad va entrar en contacte amb els romans d'Orient i va oferir a la ciutat un acord comercial favorable a canvi de ser escollit com a cap de la ciutat; però la proposta fou rebutjada i l'home acusat d'aspirar a la reialesa. La població practicava una religió tradicional, i hi havia molts jueus i cristians. Mahoma hi va néixer el 570, dins el clan dels Hashim; per la mort abans de néixer del seu pare i encara més abans del seu avi, no va poder heretar; els seus parents eren tots comerciants. Mahoma es va casar amb una dona dedicada al comerç de nom Khadija vers 595 i es va dedicar als afers amb els diners d'aquesta. Vers el 610 va començar a predicar la revelació alcorànica que en general fou ignorada pels seus conciutadans, però vers el 614 havia aconseguit reunir un nombre de joves al seu entorn; alguns dels seus seguidors, fills de comerciants, es van adonar que per la seva força política emparada en la religió, amenaçava les seves pròpies posicions. Així els dissidents i els que mai l'havien cregut van formar un moviment d'oposició, i sota pressió els seus partidaris van haver d'emigrat a Abissínia. Mahoma va poder restar a la Meca sota protecció del seu clan que era dirigit pel seu oncle Abu-Tàlib, però quan aquest va morir el 619 la direcció va passar a Abu-Làhab que li va refusar la protecció i el 622 va haver d'anar-se'n a Medina on la població estava ben disposada a considerar-lo un profeta.

### Establiment de l'islam
El període entre el 622 i el 628 quan va tornar en triomf a la Meca, va ser de lluita. Després d'alguns atacs a caravanes que no van tenir èxit el 624 els seguidors de Mahoma van atacar una caravana a Nakhla, prop de la Meca. Davant això els comerciants van posar una forta protecció a una caravana que marxava cap a Síria, però l'afer va acabar amb la batalla de Badr en què els mequesos foren derrotats i diversos caps de la ciutat van morir inclòs el cap de l'expedició Abu-Jahl. Abu Sufyan es va fer càrrec del poder i el 625 va voler venjar la derrota de Badr i va aconseguir una certa victòria a Úhud, prop de Medina, però que no va afectar greument Mahoma. El 627 Abu Sufyan feu un nou atac que va acabar en derrota i Abu Sufyan sembla que va decidir optar per la pau, però la majoria de les comerciants es va oposar al retorn de Mahoma i de 1.600 seguidors seus el 628 oficialment per pelegrinar. Aviat una expedició de deu mil musulmans va marxar a la Meca i la van ocupar i es van destruir els ídols de la mitologia àrab de la Kaba. Una concentració de nòmades a l'est de la ciutat fou derrotada per Mahoma en la batalla d'Hunayn. Un jove musulmà fou nomenat governador de la Meca i Medina restaria la capital dels mahometans. La Meca com a centre del pelegrinatge va conservar una importància espiritual, però va perdre la importància política.

### Califats omeia i abbàssida
El 682 un exèrcit omeia va anar a la Meca i segurament per accident es va produir un incendi que va destruir en part la Kaba. Sota el califat la Meca va recuperar importància política a la mort de Muàwiya I, quan l'anticalifa Abd-Al·lah ibn az-Zubayr s'hi va establir aprofitant l'oposició dels quraixites a la successió de Yazid I, el fill de Muàwiya. Ibn az-Zubayr va dominar la major part d'Aràbia i Iraq va fer restaurar la Kaba; finalment el general al-Hajjaj ibn Yússuf, pel compte de l'omeia Abd-al-Màlik ibn Marwan, va derrotar Ibn az-Zubayr que va morir a la lluita. Després d'això la Meca va tenir governadors que depenien del governador d'Hijaz amb seu a Medina.
El 747 fou ocupada pel cap rebel kharigita iemenita Abu-Hamza, que fou derrotat i mort per un exèrcit enviat pel califa Marwan II. Al final del califat d'al-Mahdí (774-785) Medina fou ocupada per l'alida hassànida Hussayn ibn Ali, però prop de Fakhkh (a la vora de la Meca) va ser massacrat amb els seus homes per l'enviat abbàssida. Harun ar-Raixid va concedir a la ciutat grans sumes de diners i or. Sota al-Mamun (813-833) els alides Hussayn al-Aftas i Ibrahim ibn Mussa es van apoderar de Medina, la Meca i el Iemen i van saquejar els tresors de la Kaba. Al-Mamun va acabar nomenant alguns governadors alides per la Meca.
El 865/866 Ismaïl ibn Yùssuf i el seu germà Muhàmmad ibn Yússuf, alides hassànides, van dominar la Meca, Medina i Jiddah. A partir del 916 els càrmates barraven el pas de les caravanes; el 930 van atacar la Meca de sobte, van matar milers d'habitants i es van emportar la Pedra Negra a Bahrayn (Aràbia oriental, no les illes) que no fou retornada fins al 950. Progressivament, va créixer la influència dels alides que a partir d'aquesta època foren coneguts com els xerifs, títol que van conservar fins al segle xx.

### Xerifat de la Meca
No se sap del cert l'any en què l'alida hasànida Abu-Muhammad Djafar ibn Muhammad es va apoderar de la Meca i va fundar la dinastia dels Musawis (Musawites o Musàwides). La data més retardada és el 951 i la més avançada el 968. Per tant, diríem entorn del 960. Els alides hasànides foren coneguts col·lectivament a la Meca com a xerifs, mentre a Medina el títol es donava als alides husaynites. La fundació del xerifat va suposar una hegemonia de la Meca sobre Medina que fins llavors havia estat la capital de l'Hijaz. El 976 la Meca va refusar l'homenatge al califa fatimita i aquest va assetjar la ciutat poc després; bloquejada l'arribada de provisions la Meca es va haver de rendir.
El 1011 el xerif Abu l-Futuh (999-1039) es va proclamar califa, probablement instigat per l'heretgia d'al-Hakim (Abu-Alí Mansur ibn al-Aziz al-Hàkim bi-amr-Al·lah) a Egipte, però aquest aviat va debilitar el poder del nou califa i aprofitant una absència d'Abu l-Futuh un parent seu va prendre el poder. Abu l-Futuh va tornar ràpidament a la Meca i la va recuperar a costa de reconèixer al-Hakim.
Amb Sukhr ibn Abi l-Futuh (1039-1061) es va acabar virtualment la dinastia de xerifs musawis, descendents de Musa ibn Abd Allah ibn Musa ibn Abd Allah ibn Hassan ibn Hassan ibn Ali ibn Abi Talib. No va deixar fill mascle i va esclatar la lluita pel poder dins la família. La família dels Bani Shayba (o els Shaybis) va aconseguir apoderar-se de tots els metalls preciosos de la Meca i el príncep sulàyhida del Iemen Ali Ibn Muhammad Ibn Ali al Sulayhi va decidir intervenir. Va restablir l'ordre i la seguretat, però l'ocupació estrangera no agradava als mequesos que van demanar al príncep de nomenar un alida hasànida i abandonar la ciutat. El príncep va designar gran xerif a Abu Hashim Muhammad (1069-1094) que va fundar la dinastia dels Hawashim (nom que no derivava d'aquest Abu Hashim, sinó d'un homònim germà d'Abu-Muhammad Djafar ibn Muhammad, el primer xerif, descendent en quarta generació de l'ancestre dels musawis Musa (II) ibn Abd Allah ibn Musa (I) ibn Abd Allah ibn Hassan ibn Hassan ibn Ali ibn Abi Talib.
S'hi va oposar la branca dels sulaymanis, que se sentia humiliada per haver estat apartada del poder, i que eren descendents de Sulayman, un germà de Musa (II) ibn Abd Allah ibn Musa (I) ibn Abd Allah ibn Hassan ibn Hassan ibn Ali ibn Abi Talib. Abu Hashim Muhammad de manera escandalosa va vendre la seva lleialtat al que pagava més, fos el califa fatimita o el sultà seljúcida. Diverses vegades la khutba es va llegir en nom de l'un, després de l'altra, per tornar al primer i altre cop el segon una vegada i una altra. Finalment, el sultà seljúcida cansat de la situació, va enviar un exèrcit de turcmans a la Meca.
Abu Hashim Muhammad va atacar diverses vegades caravanes de pelegrins per apoderar-se de botí. Aquesta situació va romandre amb els seus successors. L'andalusí Ibn Djubayr n'esmenta alguns testimonis en els seus viatges a la Meca el 1183 i 1185. Progressivament, els Hawashim van perdre poder perquè la nova dinastia dels aiúbides que governava a Egipte (des de 1171) va exercir progressivament el control de manera més efectiva que els fatimites. A la khutba el nom del califa abbàssida era llegit, en primer lloc, i el seguia el xerif i després el sultà aiúbida. El 1186 els aibites van derogar la norma zaydita en ús al Hijaz, i van emetre moneda en nom de Saladí, i va reprimir a la guàrdia del xerif que és la que feia gran part dels actes de bandidatge. El ritu xafiita va esdevenir el dominant.
Qatada ibn Idrís, descendent també de Musa (II), que tenia molta influència a Yanbo, va estendre aquesta influència a la Meca on va guanyar molts amics. En un cop d'estat (del seu fill Hanzala) o en un atac per sorpresa mentre la població estava absent a una cerimònia, Qatada es va apoderar de la ciutat. El seu projecte era fer del Hijaz un principat independent. Enfrontat als aiúbides (va tractar de manera brutal al fill d'al-Malik al-Adil 1145-1218) va tenir també l'enemistat del califa pels seus atacs als pelegrins a l'Iraq (va aconseguir calmar al califa al qual va enviar una ambaixada que va tornar amb regals). Va donar suport a un imam hasànida al Iemen en contra dels aiúbides que no obstant van recuperar el territori. Qatada finalment va haver d'incloure en la khutba els emirs aiúbides d'Egipte, Síria i el Iemen, després del califa i el xerif.
El 1220 a la mort de Qatada el seu fill Hassan va perpetrar una massacre de membres de la família per eliminar potencials rivals. Aviat però el seu poder fou limitat perquè l'emir aiúbida del Iemen Al-Massud Yússuf ibn al-Kamil hi va enviar els seus generals per dirigir el govern. Però mort al-Masud, Hassan va recuperar el poder que va continuar en mans dels seus successors. El 1258 el Califat Abbàssida es va acabar quan els mongols van ocupar Bagdad i les caravanes de pelegrins des d'Iraq a la Meca van disminuir i quasi desaparèixer. A Egipte el poder va passar als mamelucs i Bàybars I (1260-1277) fou el més poderós del seu temps. El poder al Hijaz fou deixat en mans del xerif i especialment de l'enèrgic Abu-Numai Muhammad I (1254-1301).
La primera meitat del segle xiv va estar coberta en la major part per la lluita entre pretendents al xerifat. Sota Ajlan (1344-1375) hi va haver a més disturbis polítics provocant la fúria dels sultans mamelucs; el 1361 Ajlan va nomenar al seu fill i hereu Ahmad com a corregent, per prevenir les lluites a la seva mort. També fou hostil als zaidites, a l'imam i muadhdhin dels quals el va tractar amb duresa. Entre els seus fills, Hassan II (amb interrupcions del 1396 al 1426) va intentar estendre la seva sobirania sobre tot Hijaz i es va mantenir distanciat del sultà egipci; al final del seu regnat, això no obstant, va haver d'acceptar un major control i especialment en els drets de duana. És en aquest temps quan apareix una guàrdia de mercenaris que va continuar amb altres xerifs posteriors.
Dels seus tres fills que es disputaven la successió Barakat I fou reconegut pel sultà com a corregent el 1406 i el 1426 va succeir al seu pare i amb algunes interrupcions es va poder mantenir fins al 1455. Va haver d'acceptar la instal·lació a la Meca d'una guarnició permanent de 50 cavallers turcs sota direcció d'un emir. El fill de Barakat, Muhammad V (1455-1497) va regnar amb prosperitat al mateix temps que el sultà Kait Bay ho feia a Egipte, i va deixar diversos monuments a la Meca. El va succeir el seu fill Barakat II (1494-1525) enfrontat a alguns dels seus parents, i que no va obtenir el suport egipci que reclamava. El 1517 els otomans van dominar Egipte i la Meca va passar a obediència del sultà de Constantinoble.

### Domini otomà
Abu-Numai Muhammad VI ibn Barakat (1526-1584) conegut com a Muhammad Abu Numayy II, i Hassan III (1554-1602) foren els principals xerifs del segle xvi i van viure un període tranquil. Amb suport otomà els xerifs van dominar al nord fins a Khaybar i al sud fins a Hali (a l'est el Nedj). El país depenia administrativament del govern d'Egipte. Les lluites successòries van tornar després de la mort de Hassan III. Els diversos prínceps tenien sovint el seu propi territori on s'esforçaven a ser el màxim d'independents del gran xerif de la Meca. La lluita va afectar essencialment als Dhawu Abd Allah, els Dhawu Zayd i els Banu Barakat.
Zayd (1631-1666) fou un xerif enèrgic que sovint s'enfrontà a decisions inadequades de funcionaris otomans. Quan aquests, que estaven en guerra amb Pèrsia, van expulsar tots els perses de la Meca per orde del sultà Murat IV, i els va negar el dret de tornar-hi mai més ni en pelegrinació, el xerif no ho va poder impedir però no hi va estar d'acord. També els zaidites tenien prohibit entrar a la Meca però els xerifs de vegades els afavorien. La lluita es va desenvolupar després entre els Dhawi Zayd, els Dhawi Barakat i els Dhawi Masud, i entre els xerifs i els funcionaris otomans amb seu a Jiddah.
Ghalib (1788-1813) fou el primer que es va haver d'enfrontar als wahhabites, una secta extremista sorgida al Nedjd. Va enviar exèrcits arreu i va demanar ajudes, però res no fou efectiu. Quan els francesos van conquerir Egipte el (1798-1801), els va donar suport per poder continuar important el blat egipci del qual Hijaz depenia. El 1799 va signar un acord amb l'emir de Dariyya fixant els límits dels dos territoris i obrint les ciutats santes als wahhabites; aviat hi va haver conflictes i el 1803 l'exèrcit de Saud ibn Abd al-Aziz es va acostar a la Meca de la qual Ghalib es va retirar cap a Jeddah, i l'abril Saud entrava a la ciutat on els habitants es van convertir. Els instruments musicals, pipes i altres objectes foren destruïts i les glorificacions del profeta excloses de l'adhan. El juliol Ghalib va poder tornar a la Meca però al cap d'un mes estava sitiat a la ciutat. Va seguir la fam i la pesta i el febrer del 1804 va haver de reconèixer la sobirania wahhabita.
El 1807 els wahhabites van rebutjar les caravanes de Síria i Egipte i Muhammad Ali d'Egipte va rebre l'ordre de la Porta d'ocupar Hijaz quan fos possible. Fins al 1813 Muhammad Ali no va reconquerir la Meca, que va prendre d'assalt. Allí va trobar a Ghalib que al cap de poc fou enviat a l'exili a Salònica on va restar fins a la seva mort el 1816. En lloc seu fou nomenat un nebot de nom Yahya Sarur o Yahya II (1813-1827). Hijaz va retornar a dependre d'Egipte. El 1827 Yahya fou enderrocat per un parent (Abdul-Muttalib 1827-1828) a causa d'una venjança personal i Muhammad Ali va eliminar llavors els Dhawi Zayd i va instal·lar un dels Abadila de nom Muhammad ibn Awn conegut com a Muhammad IX (1828-1852 amb una interrupció). El 1836 a causa de l'enfrontament amb un parent, el virrei egipci va destituir Muhammad (i el seu rival) enviat al Caire, i va deixar el càrrec vacant durant uns quatre anys. El 1840 per un acord entre Egipte i la Porta, Hijaz fou posat sota dependència directa del govern otomà i Muhammad fou restaurat, sota autoritat del valí de Jiddah. mercès a la seva amistat amb Muhammad Ali, va poder efectuar expedicions contra el wahhabita Faysal a Riad i contra les tribus de la regió d'Asir, fent un gran servei als otomans; les seves incursions al Iemen van preparar el domini otomà a aquesta regió.
Durant aquest temps el cap del Dhawi Zayd, Abdul-Muttalib (que havia governat el 1827-1828), que era a Constantinoble, va aprofitar la seva amistat amb el gran visir i va obtenir la destitució de Muhammad IX (que era Abadila) i el seu propi nomenament com a xerif (1852-1856) però les seves males relacions amb dos paixes otomans de Jeddah van causar la seva destitució el 1855 i la restitució de Muhammad IX. Abdul-Muttalib va refusar reconèixer l'ordre i aprofitant el sentiment antiturc de la població causat per la recent abolició de l'esclavatge, va intentar resistir. Finalment però va haver de renunciar (1856). Muhammad IX va governar llavors dos anys, i va morir el març de 1858. Fins a l'octubre no va arribar el seu successor Abd Allah V Kamil Pasha (1858-1877) i durant l'interregne es va produir la matança de cristians a Jeddah el 15 de juny que es van saldar amb reparacions a les famílies afectades.
El regnat d'Abd Allah V fou pacífic i popular. El 1869 es va obrir el canal de Suez que va suposar l'alliberament de la dependència econòmica d'Egipte encara que com a contrapartida va seguir un major control otomà. Es va instal·lar el telègraf. El Iemen fou també conquerit pels otomans en el seu govern fent la sensació que tota Aràbia els pertanyia.
El va succeir breument el seu germà al-Husain I (1877-1880), igualment força popular, però que fou assassinat per un afganès. Abdul-Muttalib fou enviat des d'Istanbul per exercir per tercera vegada (1880-1881). Abdul-Muttalib era considerat un santó però el seu govern va esdevenir aviat impopular i opressiu i els notables van demanar a la Porta la seva destitució. Topal Othman Nuri Pasha fou enviat amb tropes al Hijaz per preparar la restauració dels Abadila. Abdul-Muttalib fou capturat i tancat a una residència a la Meca fins a la seva mort el 1886. Othman Nuri Pasha va rebre el nomenament com a wali el juliol del 1882 i volia el nomenament del seu amic Abd Allah (futur Abd Allah VI) dels Abadila, però la Porta va escollir a Awn al-Rafik (1882-1905). Aviat el wali i el xerif es van enfrontar. El xerif vivia en cert retirament però quan calia governar ho feia de manera tirànica; el wali per la seva banda era molt enèrgic i es va destacar per dur a terme un gran nombre d'obres d'interès general. Les competències de tots dos eren en alguns aspectes les mateixes (en justícia o en protecció dels pelegrins) i llavors quan estaven en desacord s'enfrontaven defensant cadascun la seva posició. Othman fou cridat finalment (1886) i el va succeir Husayn Cemil Djamal Paixà, que va estar poc temps i fou substituït per Safwat Paixà (que ja havia exercit abans el 18801-1881) que va governar fins al 1890. Van seguir Ismail Hakki (1890-1892) i llavors Topal Othman Nuri Paixà va retornar però només va governar uns mesos (juny a novembre) i fou substituït per Ahmed Ratip Pasha, l'únic que va poder conviure amb el xerif a costa de tancar els ulls a moltes coses. A la mort d'Awn al-Rafik es va designar successor a Abd Allah VI però va morir abans de sortir d'Istanbul. Llavors fou nomenat Ali, nebot d'Awn al-Rafik (1905-1908). El 1908 el xerif i el paixà foren deposats per les noves autoritats turques (els Joves Turcs del Comitè Unió i Progrés).

### Hijaz independent
Va ser nomenat llavors Al-Hussayn II ibn Alí (1908-1924); el primer paixà fou Alpan Kazim Paixà i en van seguir 8 més fins al 1916; en aquest darrer any, al mig de la I Guerra Mundial, i instigat pels britànics, el xerif es va declarar independent, agafant el títol de rei dels àrabs, rei del Hijaz i després el de califa. El setembre de 1924 el wahhabita del Najd Abd-al-Aziz ibn Saüd es va apoderar de Taïf i l'octubre entrava a la Meca. Hussayn II va fugir a Àqaba i el maig del 1925 a Xipre. El seu fill Alí VII ibn Hussayn que fou proclamat rei el 4 d'octubre de 1924, va resistir a Jiddah on fou assetjat; els saudites van assetjar també Medina durant un any. Finalment el desembre de 1925 Jeddah i Medina es van rendir. La Meca fou integrada a l'estat wahhabita que es va dir regne de Najd i Hijaz i el 1932 regne de l'Aràbia Saudita.
Vegeu: Conquesta saudita de la Meca i Haiximites del Hijaz

### La Meca sota domini de l'Aràbia Saudita
El 1927 Hussayn Tahir al-Dabbagh, fill d'un ministre del xerif i rei Hussayn II, i d'Alí VII, que dirigia una casa comercial, va crear a la Meca una "Organització d'Alliberament del Hijaz" (Anjuman-i Hizb al-Ahrar) oposada als saudites i en general a tota monarquia. Fou enviat a l'exili el 1928 però va deixar alguna cèdula i l'organització va continuar operant activament a Egipte. El 1936 un musulmà indi deixa constància del descontentament general i que els ulemes i els comerciants volien que els egipcis agafessin el poder amb ajut britànic mentre que els joves, els militars i altres esperaven un Ataturk o un Mussolini.
El sentiment separatista va desaparèixer amb l'arribada dels beneficis del petroli. La ciutat de La Meca va prosperar notablement a partir dels anys quaranta i només els fets de 1979 coneguts com "Captura de l'Haram" o "Captura de la Gran Mesquita de la Meca" van marcar un parèntesi en la vida local: el 20 de novembre de 1979 dos-cents islamistes armats encapçalats pel predicador saudita Juhayman ibn Muhammad ibn Sayf al-Otaibi es van apoderar de la Gran Mesquita; van al·legar que la família reial ja no representava l'islam pur i que la mesquita i la Kaba havien de ser controlades per representants la veritable fe. Els rebels van agafar desenes de milers de pelegrins com a ostatges però els van deixar sortir i van posar barricades a la mesquita. El setge va durar dues setmanes, i va provocar diversos centenars de morts i danys significatius a l'edifici, sobretot a la galeria Safa-Marwan. El govern va fer venir soldats pakistanesos per fer un assalt sense efusió de sang amb l'ajuda d'armes i consells d'un equip d'assessors d'un grup d'elit de seguretat francès.
Vegeu: Captura de l'Haram
El 31 de juliol de 1987, durant una manifestació anti-Estats Units feta pels pelegrins, 402 persones van morir (275 pelegrins iranians, 85 saudites [inclosos policies] i 45 pelegrins d'altres països) i 649 van ser ferides (303 pelegrins iranians, 145 saudita —inclosos policies— i 201 pelegrins d'altres països) quan la policia de l'Aràbia Saudita va disparar contra els manifestants desarmats.

## Pelegrinatge

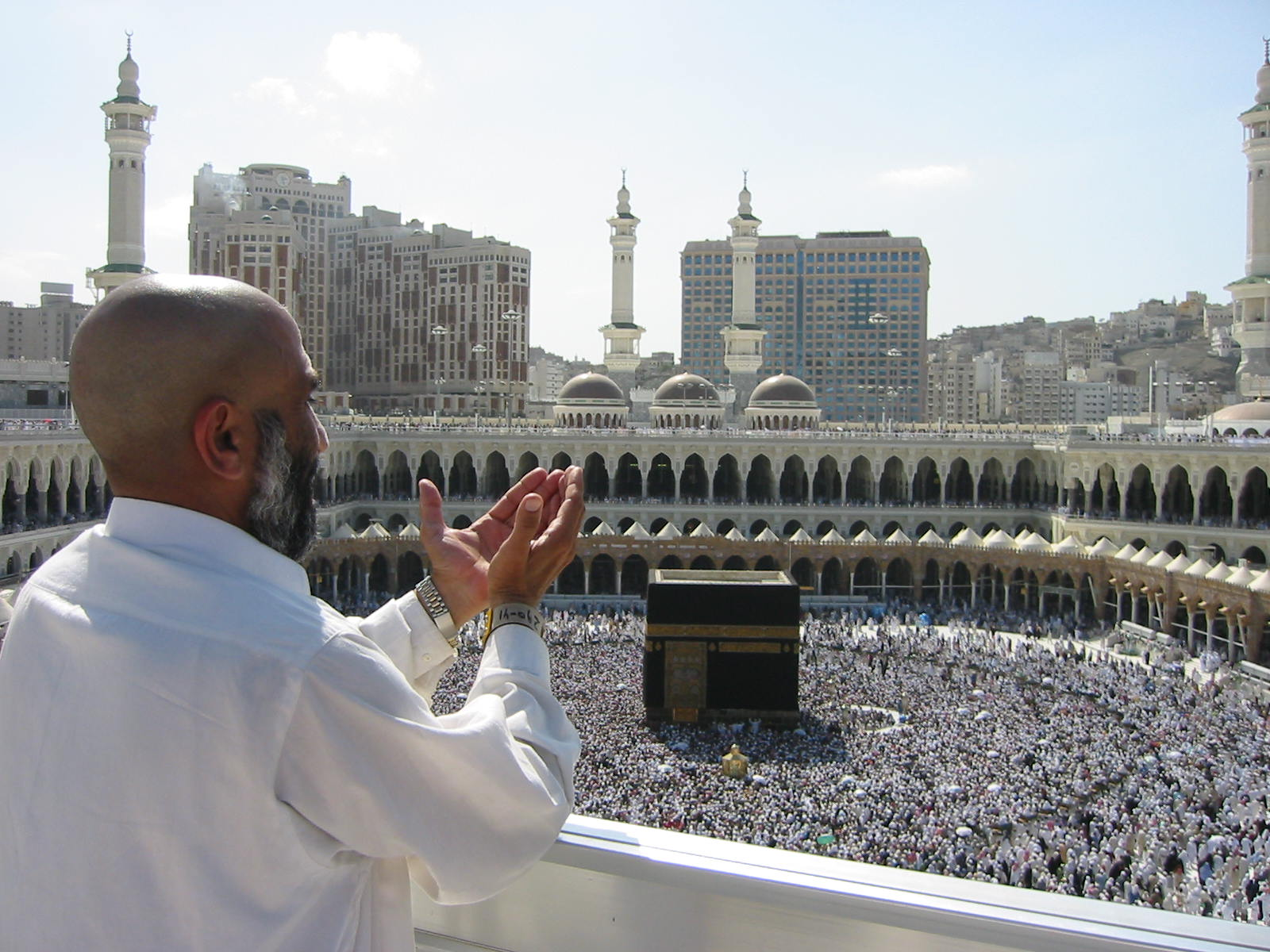
Pregària d'un peregrí

La ciutat de la Meca (i el seu entorn) és la destinació final del pelegrinatge sagrat de la fe islàmica. La ciutat acull, cada any, milers de pelegrins vinguts d'arreu del món amb la finalitat de complir el cinquè pilar de l'islam.
El pelegrinatge pot complir-se de dues maneres diferents: la visita estricta als llocs sants de la Meca (Pelegrinatge Menor o Umra), o bé la visita combinada dels llocs sants de la Meca i del seu terme sagrat (Haram) durant el mes de dhu-l-hijja, consagrat a aquest efecte (Gran Pelegrinatge o Hajj).

## Els llocs sants
La principal indústria a la Meca en l'època moderna és acollir la peregrinació anual del Hajj, i també els pelegrins que visiten la ciutat en totes les altres èpoques de l'any. Les principals parades de la seva visita són la mesquita Al-Màsjid al-Haram i el pou de Zamzam.

### La Gran Mesquita
La Gran Mesquita, en àrab al-Màsjid al-Haram ("la mesquita sagrada"), és la mesquita més important de la ciutat i el primer lloc sant de l'islam. Té la forma d'un quadrat central envoltat per murs de pedra. Al voltant del santuari interior hi ha un paviment de marbre, el mataf. Al centre del pati central es troba la Kaba.
La primera mesquita es va construir l'any 638, quan l'augment dels musulmans va portar al califa Úmar ibn al-Khattab a ampliar el lloc. L'actual construcció data de 1570.

### Kaba
La Kaba ("el dau" o "el cub"), "la casa de Déu", és un antic edifici cúbic de pedra cobert d'una tela negra brodada en or cap al qual els musulmans s'orienten per a pregar. La direcció de l'oració es coneix amb el nom d'alquibla, representada en un dels murs de les mesquites pel nínxol anomenat mihrab.
La tradició musulmana diu que va ser construïda per Abraham i el seu fill Ismael. Tots els pelegrins estan obligats a caminar a l'esquerra al seu voltant set vegades i han d'intentar tocar la cantonada de la Pedra Negra, en un ritual anomenat tawaf.

### Pou de Zamzam
La Meca es troba en una vall seca i calenta amb poques fonts d'aigua i, segons la tradició, l'aigua del Zamzam està beneïda per Déu. Els musulmans creuen que el pou fou revelat a Agar, mare d'Ismael, per a poder salvar el seu fill que es moria de set.
Es creu que l'aigua de Zamzam té propietats especials, que calma la fam i guareix malalties; tots els pelegrins fan el possible per beure'n, alguns intenten submergir-hi els seus ihram per utilitzar-los com a mortalla quan es morin i la majoria omplen una ampolla per endur-se-la a casa. L'aigua potable de Masjid al-Haram i de Masjid al-Nabawi a Medina prové d'aquesta deu.

### Mina i mont Arafat
Durant el pelegrinatge major, els pelegrins viatgen cap a Mina, un petit poble, en el qual el diable està representat per un mur de 26 metres. Els pelegrins l'apedreguen simbòlicament, en el qual s'anomena la Lapidació del diable. Abans de l'any 2004, el diable estava representat per tres columnes, però el govern saudita el va substituir per l'esmentat mur. Després de Mina, els pelegrins es dirigeixen al Mont Arafat, de 70 metres d'alçada, lloc destinat a l'oració. Es creu que va ser aquí on el profeta Mahoma va pronunciar el seu discurs final.

## Economia
L'economia de la Meca depèn gairebé de forma exclusiva dels ingressos aportats per les persones que participen en el Hajj. Durant aquesta peregrinació, entren a la ciutat més de 100 milions de dòlars, i el govern saudita en gasta prop de 50 milions en serveis per als pelegrins.
Hi ha algunes indústries i fàbriques a la ciutat, però la Meca ja no té un paper important en l'economia de l'Aràbia Saudita, que es basa principalment en les exportacions de petroli. Les poques indústries que operen a la ciutat pertanyen a la indústria tèxtil i a la fabricació de mobles. L'aigua hi és un bé escàs i gran part dels aliments han d'importar-se.

## Clima
A diferència d'altres ciutats de l'Aràbia Saudita, la Meca manté temperatures càlides a l'hivern. Aquestes varien entre 17 i 25 °C. Les temperatures a l'estiu es consideren molt elevades, arribant a superar els 40 °C i sense baixar dels 30 °C al vespre.

| Dades climàtiques a Mecca          | Dades climàtiques a Mecca | Dades climàtiques a Mecca | Dades climàtiques a Mecca | Dades climàtiques a Mecca | Dades climàtiques a Mecca | Dades climàtiques a Mecca | Dades climàtiques a Mecca | Dades climàtiques a Mecca | Dades climàtiques a Mecca | Dades climàtiques a Mecca | Dades climàtiques a Mecca | Dades climàtiques a Mecca | Dades climàtiques a Mecca |
| Mes                                | gen                       | febr                      | març                      | abr                       | maig                      | juny                      | jul                       | ag                        | set                       | oct                       | nov                       | des                       | anual                     |
| ---------------------------------- | ------------------------- | ------------------------- | ------------------------- | ------------------------- | ------------------------- | ------------------------- | ------------------------- | ------------------------- | ------------------------- | ------------------------- | ------------------------- | ------------------------- | ------------------------- |
| Màxima rècord °C (°F)              | 37.0 (98.6)               | 38.3 (100.9)              | 42.0 (107.6)              | 44.7 (112.5)              | 49.4 (120.9)              | 49.4 (120.9)              | 49.8 (121.6)              | 49.6 (121.3)              | 49.4 (120.9)              | 46.8 (116.2)              | 40.8 (105.4)              | 37.8 (100)                | 49.8 (121.6)              |
| Màxima mitjana °C (°F)             | 29.9 (85.8)               | 30.8 (87.4)               | 33.6 (92.5)               | 36.8 (98.2)               | 40.3 (104.5)              | 41.9 (107.4)              | 41.3 (106.3)              | 40.9 (105.6)              | 40.5 (104.9)              | 38.3 (100.9)              | 34.2 (93.6)               | 31.8 (89.2)               | 36.69 (98.03)             |
| Mitjana diària °C (°F)             | 23.7 (74.7)               | 24.1 (75.4)               | 27.2 (81)                 | 30.8 (87.4)               | 34.3 (93.7)               | 35.7 (96.3)               | 35.8 (96.4)               | 35.6 (96.1)               | 35.0 (95)                 | 31.5 (88.7)               | 27.3 (81.1)               | 24.9 (76.8)               | 30.49 (86.88)             |
| Mínima mitjana °C (°F)             | 17.6 (63.7)               | 17.4 (63.3)               | 20.4 (68.7)               | 22.3 (72.1)               | 27.5 (81.5)               | 28.3 (82.9)               | 29.1 (84.4)               | 29.0 (84.2)               | 28.0 (82.4)               | 24.8 (76.6)               | 21.2 (70.2)               | 18.0 (64.4)               | 23.63 (74.53)             |
| Mínima rècord °C (°F)              | 11.0 (51.8)               | 10.0 (50)                 | 13.0 (55.4)               | 15.6 (60.1)               | 20.3 (68.5)               | 22.0 (71.6)               | 23.4 (74.1)               | 23.4 (74.1)               | 22.0 (71.6)               | 18.0 (64.4)               | 16.4 (61.5)               | 12.4 (54.3)               | 10.0 (50)                 |
| Pluja mitjana mm (polzades)        | 20.6 (0.811)              | 1.4 (0.055)               | 6.2 (0.244)               | 11.6 (0.457)              | 0.6 (0.024)               | 0.0 (0)                   | 1.5 (0.059)               | 5.6 (0.22)                | 5.3 (0.209)               | 14.2 (0.559)              | 21.7 (0.854)              | 21.4 (0.843)              | 110.1 (4.335)             |
| Mitjana de dies de precipitació    | 4.1                       | 0.9                       | 2.0                       | 1.9                       | 0.7                       | 0.0                       | 0.2                       | 1.6                       | 2.3                       | 1.9                       | 3.9                       | 3.6                       | 23.1                      |
| Humitat relativa mitjana (%)       | 58                        | 54                        | 48                        | 43                        | 36                        | 33                        | 34                        | 39                        | 45                        | 50                        | 58                        | 59                        | 46.4                      |
| Mitjana diària d'hores de sol      | 7                         | 8                         | 9                         | 10                        | 11                        | 10                        | 9                         | 10                        | 10                        | 10                        | 8                         | 7                         | 9.1                       |
| Font #1:                           |                           |                           |                           |                           |                           |                           |                           |                           |                           |                           |                           |                           |                           |
| Font #2: Weather2Travel (sunshine) |                           |                           |                           |                           |                           |                           |                           |                           |                           |                           |                           |                           |                           |

## Dinasties que han governat a la Meca
- Haiximites 
  - Musawites (969-1924)
    - Musàwides vers 969-1070
    - Hawashim vers 1080-120
    - Katàdides o Katadites 1201-
    - Sulaymànides vers 1069-1076

  - (Ukhayrites de la Yamama)

### Musàwides
- Abu-Muhammad Djafar ibn Muhammad 967-980
- Isa I 980-994
- Abu l-Futuh Hassan 994-1010
- Abu l-Tayyib Daud 1010-1012
- Abu l-Futuh Hassan (segona vegada) 1012-1039
- Abu Abd'ullah Muhammad Shukr 1039-1061
- Muhammad ibn Abu Fatich 1061-1063
- Abu Kamil Ali Muhammad al-Kadi 1063-1067
- Hamza 1067-1069

### Hawashim
- Abu-Hashim Mohammed 1069-1094
- Abu-Fulaita al-Kasim I 1094-1123
- Fulaita 1123-1133
- Hashim 1133-1154
- al-Kasim II 1154-1161
- Isa II 1161-1174
- Daud 1174-1175
- Mukaththir 1175-1176
- Daud (segona vegada) 1176
- al-Kasim III 1176
- Mukaththir (segona vegada) 1176-1194
- al-Mansur 1194-1201

### Katàdides
- Abu l-Aziz Qatada ibn Idrís 1201-1220
- Hassan I 1220-1232
- Rajih 1232-1240
- Shiha ibn al-Kasim 1240
- Rajih (restaurat) 1240-1241
- Abu-Saad al-Hassan ibn Ali 1241-1245
- Abu Numai Muhammad I 1245 (Muhammad Abu Numayy I)
- Rajih (tercera vegada) 1245-1254
- Ganim I 1254
- Idris I 1254-1270
- Abu-Numai Muhammad I (segona vegada) 1254-1301
- Djammaz ibn Shiha 1271 i 1288
- Rumaitha 1301-1302
- Humaida I 1301-1302
- Abu l-Ghais 1302-1303
- Ataifa 1302-1303
- Rumaitha (segona vegada) 1303-1344
- Humaida I (segona vegada) 1303-1318
- Abu l Ghais (segona vegada) 1314
- Ataifa (segona vegada) 1319-1329
- Ajlan 1344-1359
- Mohammad II 1359
- Ajlan 1359-1375
- Shihab al-Din Ahmad 1361-1386
- Muhammad III 1378-1386
- Inan 1386-1387
- Ali I 1387-1390
- Inan (segona vegada) 1390-1392
- Ali I (segona vegada) 1392-1394 with...
- Muhammad IV 1392-1396
- Hassan II 1396-1416
- Barakat I 1396-1416
- Ahmad III 1397-1416
- Rumaitha II 1416
- Hassan II (segona vegada) 1416-1423
- Ali II 1423-1424
- Hassan II (tercera vegada) 1424-1426
- Barakat I (segona vegada) 1426-1441
- Ali III 1441-1443
- Abu l Kasim 1443-1446
- Barakat I (tercera vegada) 1446-1455
- Muhammad V 1455-1497
- Barakat II 1497-1501
- Hazza 1501
- Ahmad IV al-Djazan 1501-1502
- Barakat II (segona vegada) 1502-1503
- Ahmad IV (segona vegada) 1503
- Humaida II 1503-1504
- Barakat II (tercera vegada) 1504-1525
- Kait 1504-1512
- Abu-Numai Muhammad VI ibn Barakat 1512-1584 (Muhammad Abu Numayy II)
- Ahmad V 1539-1554
- Takaba II 1554-1584
- Hassan III 1554-1602
- Abu Talib 1602-1603
- Abu Aun Idris II 1603-1624
- Muhsin I 1603-1628
- Ahmad VI 1628-1629
- Masud I 1629-1630
- Abd Allah I ibn Hassan 1630-1631
- Zaid 1631-1632
- Mohammad VII 1631-1632
- Nami 1632
- Zaid (segona vegada) 1632-1666
- Saad 1666-1672
- Ahmad VII 1670-1672
- Barakat III 1672-1682
- Said I 1682-1684
- Ahmad VII (segona vegada) 1684-1688
- Said II 1688
- Ahmad VIII 1688-1690
- Muhsin II 1690-1691
- Masud II 1691
- Said II (segona vegada) 1691-1692
- Saad (restaurat) 1692-1694
- Abd Allah II ibn Hashim 1694
- Saad (tercera vegada) 1694-1702
- Abdul Karim 1694-1704
- Said II (tercera vegada) 1702-1704
- Abdul Muhsin 1704 d. 1718
- Said II (quarta vegada) 1704-1705
- Abdul-Karim (segona vegada) 1705-1711
- Said II (cinquena vegada) 1711-1716
- Abdul Karim (tercera vegada) 1716
- Abd al-Ilah I 1716-1717
- Ali V 1717
- Yahya I 1717-1719
- Mubarak 1719-1721
- Yahya I (segona vegada) 1721-1722
- Barakat IV 1722-1723
- Mubarak (segona vegada) 1723
- Abd al-Ilah I (segona vegada) 1723-1730
- Muhammad VIII 1730-1732
- Masud III 1732-1733
- Muhammad VIII (segona vegada) 1733-1734
- Masud III (segona vegada) 1734-1752
- Masaid 1752-175
- Djafar 1758-1759
- Masaid (segona vegada) 1759-1770
- Abd Allah III ibn Husayn 1770
- Ahmad IX 1770
- Abd Allah IV 1770
- Ahmad IX (segona vegada) 1770-1773
- Surur 1773-1788
- Abdul Muin 1788
- Ghalib 1788-1803
- Abdul Muin (segona vegada) 1803
- Ghalib (segona vegada) 1803-1813
- Yahya II 1813-1827
- Abdul-Muttalib 1827-1828
- Muhammad IX 1828-1836
- vacant 1836-1840
- Muhammad IX (segona vegada) 1840-1852
- Abdul-Muttalib (segona vegada) 1852-1856
- Muhammad IX (tercera vegada) 1856-1858
- Abd Allah V Kamil Pasha 1858-1877
- al-Husain I 1877-1880
- Abdul-Muttalib (tercera vegada) 1880-1881
- Abd al-Ilah II 1881-1882
- Aun al-Rafik 1882-1905
- Abd Allah VI 1905
- Ali VI 1905-1908
- Abd al-Ilah II (segona vegada) 1908
- al-Husain II ibn Ali (rei d'Hijaz 1916-1924) 1908-1924
- Ali VII ibn Husain (rei d'Hijaz 1924-1925) 1924-1925